# Pristimantis acuminatus
Pristimantis acuminatus là một loài động vật lưỡng cư trong họ Strabomantidae, thuộc bộ Anura. Loài này được Shreve mô tả khoa học đầu tiên năm 1935.
Loài này có ở Brasil, Colombia, Ecuador, và Peru. Môi trường sống tự nhiên của chúng là rừng ẩm vùng đất thấp nhiệt đới hoặc cận nhiệt đới, đất canh tác, vườn nông thôn, và rừng thoái hóa nghiêm trọng.